# Alopoglossus meloi
Alopoglossus meloi — вид ящірок родини Alopoglossidae. Ендемік Бразилії. Описаний у 2018 році.

## Поширення і екологія
Alopoglossus meloi мешкають на сході Бразильської Амазонії, в штаті Пара. Вони живуть в рівнинних тропічних лісах, віддають перевагу більш сухим і відкритим лісам.